# Шамшев, Иван Карпович
 Ива́н Ка́рпович Ша́мшев (1783; станица Кочетовская, Российская империя — ?) — генерал-майор, из донских казаков, казачий военачальник, участник антинаполеоновских, русско-персидской и Русско-турецкой войн. Георгиевский кавалер.

## Биография

### Происхождение
Иван Шамшев родился в 1783 году в станице Кочетовской (ныне в Семикаракорском районе Ростовской области). Происходил из донских казаков. Сын генерал-майора Карпа Ивановича Шамшева (2-го).

### Военная служба
На военной службе урядником с 1797 года. В 1803 году произведён в хорунжие. В 1805—1807 годах Шамшев участвовал в антинаполеоновских войнах (3-й и 4-й коалициях). В 1808 году получил чин сотника.
С 1810 года принял участие в Русско-турецкой войне 1806—1812 годов. Дважды был удостоен Высочайшего благоволения, ― за отличие при штурме м. Джума и за «лихое дело» под Шумлой, где Шамшев со своей сотней нанёс поражение неприятельской кавалерии. Отличился в сражении при Дерикое, за что был произведён в есаулы, а за отличие в Батинской битве, в которой неприятель потерпел сокрушительное поражение, Шамшев был награждён орденом Св. Владимира 4-й степени и в третий раз за год удостоен Высочайшего благоволения. В 1811 году во время штурма Ловчи Шамшев с группой казаков первым взошёл на вал и лично перебил несколько защитников неприятельской позиции, за что был удостоен банта к ордену Св. Владимира 4-й степени.
В 1812 году Шамшев содержал кордоны по границе с Молдавией, а в следующем уже принимал участие в заграничном походе 1813―1814 годов против Наполеона. Участвовал в осаде Торна и бою под Лейпцигом. За отличие в сражении при Лютцене был произведён в войсковые старшины. В бою под Кёнигсбрюком Шамшев с 3 сотнями Донского казачьего Иловайского 12-го полка захватил в плен 1 штаб-офицера, 8 обер-офицеров и 116 нижних чинов противника. После этого участвовал в арьергардном бою под Рот-Науелице (при Гедау), где в плен были взяты 2 эскадрона улан наполеоновской гвардии и в битве при Кенигсварте. За отличие в сражении при Бауцене был награждён орденом Св. Анны 2-й степени, а за бои под Гёрлицем и Рейхенбахом награждён прусским королевским орденом. Во время разгрома 1-го армейского корпуса французской армии в сражении под Кульмом Шамшев в составе Донского казачьего Иловайского 12-го полка в значительной степени способствовал пленению командующего того корпуса генерала Вандама и овладению 10 орудиями неприятеля. За отличие в том сражении Шамшев был награждён золотой саблей «За храбрость». В 3-дневном сражении под Лейпциг он получил ядром контузию в плечо, а за отличие в том сражении был произведён в подполковники. В дальнейшем Шамшев в составе Донского казачьего Иловайского 12-го полка принимал участие во всех боях и сражениях данного полка при преследовании Великой армии Наполеона, включая битву при Генау, где в плен было взято более 3000 человек французской армии, и при взятии Парижа в 1814 году.
По окончании войны с Наполеоном Шамшев вернулся на Дон, где состоял на различных административных должностях во внутреннем управлении Войска Донского. С 1818 года состоял присутствующим членом Воинской экспедиции при канцелярии Войска Донского. В 1819 году ― член Комитета по устройству Войска Донского под председательством генерал-адъютанта А. И. Чернышёва. Шамшев являлся одним из составителей «Положения о внутреннем и военном управлении войска Донского». В том же году вступил в должность командира Донского казачьего своего имени (то есть Шамшева) № 27 полка. В 1819―1821 годах со своим полком нёс кордонную (пограничную) службу по Чёрному морю и Днепру. В 1821―1825 годах участвовал в походе в Каменец-Подольский, после чего вновь был направлен на кордонную службу, и вскоре вернулся на Дон. В конце 1825 года Шамшев был произведён в полковники.
С началом Русско-персидской войны 1826—1828 годов Шамшев по запросу генерал-лейтенанта Ермолова в составе 6 донских казачьих полков был направлен на Кавказ (Закавказье) в Грузинскую губернию. Однако те полки прибыли только поздней осенью 1826 года, когда масштабные боевые действия в кампанию того года были уже закончены, и Шамшев с 4 казачьими полками был направлен для несения кордонной службы (сначала в Шекинской и Ширванской, а при генерал-адъютанте Паскевиче ― в Карабахской провинциях) на границе с Персидской империей. В кампанию 1827 года участвовал во взятии Эчмиадзинского монастыря, Нахичевани и других важных военных действиях. В сражении при Джеван-Булаке Шамшев со своим полком остановил атаку превосходящей неприятельской конницы, а 4 конными орудиями выбил противника с командующей высоты правого фланга, после чего совместно с Донским казачьим генерала Иловайского 12-го полком и 17-м Нижегородским драгунским полком на протяжении многих вёрст преследовал отступающих персов, беспрерывно атакуя их и нанося им значительный урон, захватив при этом много пленных и одно знамя. За отличие в тех делах Шамшев был удостоен алмазных знаков к ордену Св. Анны 2-й степени. Также за отличие во время осады и взятия Эривани он был награждён орденом Св. Владимира 3-й степени. Шамшев участвовал во взятии Чачрыха и ряде экспедиций против курдов.
По окончании войны с Персией Шамшев в составе отряда генерал-майора Панкратьева оставался на её территории в городе Хое для обеспечения приёма контрибуционных выплат по условиям Туркманчайского мирного договора.
С началом Русско-турецкой войны 1828—1829 годов Шамшев со своим полком до конца кампании 1828 года ещё находился в Хое. При этом в том же году Шамшев со своим полком оказывал помощь армянским переселенцам из Урмийского и Салмасского ханств, подвластных Персидской империи, в российские пределы.

«При сем обязанностью считаю довести до сведения в. с. человеколюбивый поступок всех офицеров Кабардинского пехотного полка и Донского козачьего полк. Шамшева, в особенности же последнего, которые, следуя в одно время из Урмии с партиею переселенцев до 500 сем., при переходе трудного хребта гор в самую холодную и ненастную погоду, все они спешились и везли семейства на лошадях своих. Из сего ещё в. с. можете заключить о бедности переселенцев».— из рапорта полковника Лазарева графу Паскевичу, от 1 мая 1828 года, № 326. укр. Дилман
С началом турецкой кампании 1829 года, после выплаты Ираном большей части контрибуции, Шамшев со своим полком был направлен на театр военных действий. На пути к Покосу его полк разбил крупный отряд курдов, взяв в плен их родоначальника. Полк Шамшева был размещён в Баязетском санджаке, где находились формирования, составлявшие левое крыло операционной базы русских войск под общим командованием генерал-адъютанта Паскевича. В результате активных действий турецкой армии Шамшев со своим полком вместе с 2 батальонами Козловского пехотного (мушкетёрского) полка, Нашебургским пехотным полком и армянскими ополченцами оказался осаждённым в Баязете крупным турецким корпусом под командованием ванского паши. Русским гарнизоном руководил генерал-майор Попов. В первый же день осады 20 июня Шамшев со своим полком в течение пяти часов сдерживал многократно превосходящую кавалерию противника, но в конечном итоге вынужден был отступить, истребив при этом до 200 турецких всадников. Сам Шамшев получил тяжёлую контузию в грудь. Другие подразделения также были вытеснены с занимаемых ими позиций, и к вечеру половина города была захвачена неприятелем. На военном совете, проведённом той же ночью, Шамшев, впрочем, как и большинство других офицеров, поддержал мнение тяжелораненого генерал-майора Панютина, который настаивал на продолжении обороны. На следующий день после ожесточённых боёв, при эффективных действиях русской артиллерии противник был вытеснен из города. Сам Баязет, однако, продолжал оставаться в блокаде до 1 июля, пока главным русским корпусом Паскевича не был взят Эрзерум и ванский паша не увёл свой корпус для защиты своего пашалыка. За проявленное мужество и стойкость Шамшев был награждён орденом Св. Георгия 4-й степени, а его полк удостоен Георгиевского знамени с надписью: «За оборону крѣпости Баязета 20-го и 21-го iюня 1829 года». После участия в обороне Баязета Шамшев со своим полком принимал участие во взятии Муша и замка Чаурвия.
После войны с Турцией Шамшев со своим полком в 1830 году был переведён в Топрах-кале. С 1831 года нёс службу на кордонах по границе с Османской и Персидской империями.

### Болезнь и отставка
В 1830-х годах у Шамшева стало существенно ухудшаться здоровье. Начали появляться болезненные припадки, предположительно, вызванные тяжёлой контузией во время обороны Баязета в 1829 году. Ввиду этого Шамшев был вынужден оставить полевую службу и был переведён на Дон. Там он ещё некоторое время по мере своих сил продолжал служить, состоя на должности окружного генерала 2-го военного округа.
В 1833 году Шамшев был произведён в генерал-майоры с увольнением в отставку. На родине ему были выделены 1500 десятин земли, полагающиеся в то время генеральским чинам. Умер после 1856 г., похоронен на территории Успенской церкви ст. Кочетовской. Место погребения сохранилось.

## Награды
- Высочайшее благоволение (1810)
- Высочайшее благоволение (1810)
- орден Св. Владимира 4-й степени (1810) с бантом (1811)
- Высочайшее благоволение (1810)
- орден Св. Анны 2-й степени (1813) с алмазами (1827)
- золотая сабля «За храбрость» (17.08.1813)
- орден Св. Владимира 3-й степени (25.01.1828)
- орден Св. Георгия 4-й степени (№ 4405; 06.08.1830)[12]